# Clara Colosimo
Clara Colosimo (* 23. Mai 1922 in Conegliano; † 15. Juni 1994 in Rom) war eine italienische Schauspielerin.

## Leben
Colosimo studierte Operngesang in der Stimmlage Mezzosopran, spielte dann aber Theater. Zu Beginn der 1960er Jahre ging sie wegen eines Theaterengagements nach Rom, spielte aber daneben bis zum Ende ihrer Karriere auch stetig für die Filmindustrie. Besonders gefragt war sie für Komödien und wurde von bedeutenden Regisseuren engagiert, so von Pietro Germi, Federico Fellini und Bernardo Bertolucci, und spielte neben Renato Pozzetto und Dustin Hoffman.
Zwischen 1968 und ihrem letzten Film, Atto di dolore, umfasst ihre Filmografie 65 Einträge. Colosimo wurde für ihre Charakterisierungen wichtiger Nebenfiguren, die sie mit Warmherzigkeit und Kultur darstellte, gelobt. Auf der Bühne werden Paraderollen als Gouvernante in Eugène Ionescos Die Unterrichtsstunde für das „Teatro d'Avanguardia“ in Triest ebenso angeführt wie die Mutter von Carla Gravina in Alfredo, Alfredo 1972, die Kammerdienerin der Familie Nietzsche in Jenseits von Gut und Böse 1977, Christian Borromeos Großmutter, die in Der Sexbomber mit dem überdimensionalen Gemächt ihres Enkels als Puffmutter reüssiert oder die groteske Figur der Milliardärin mit dem Verlangen nach Liebesbeweisen in Montecarlo Gran Casino 1987. Gelegentlich arbeitet sie auch für das Fernsehen.

## Filmografie (Auswahl)
- 1968: Tepepa (Tepepa)
- 1969: Die Degenerierten (Satyricon)
- 1969: La notte dei serpenti
- 1970: Quadratur der Liebe (Cuori solitari)
- 1972: Alfredo, Alfredo (Alfredo, Alfredo)
- 1972: Pinocchio (Le avventure di Pinocchio) (Fernseh-Miniserie)
- 1973: Drei Nonnen auf dem Weg zur Hölle (Più forte sorelle)
- 1975: Nobody ist der Größte (Un genio, due compari, un pollo)
- 1976: 1900 (Novecento)
- 1977: Jenseits von Gut und Böse (Al di là del bene e del male)
- 1978: The Gun (L’arma)
- 1978: Zanna Bianca e il grande Kid
- 1979: Die heilige Bestie der Kumas (Il fiume del grande caimano)
- 1979: Orchesterprobe (Prova d’orchestra)
- 1979: Der Sexbomber (Pensione Amore servizio completo)
- 1982: Giuseppe Verdi – Eine italienische Legende (Verdi)
- 1984: Der Junge vom Land (Il ragazzo di campagna)
- 1987: Montecarlo Gran Casino
- 1990: Atto di dolore